# Atrezija uretre
Atrezija uretre je retka kongenitalna opstrukcija mokraćovoda (izlazanog kanala iz mokraćne bešike), koji se slepo završava. Ona je obično fatalna, osim ako ne postoji neki drugi izlazni kanal za evakuaciju mokraće kojim se zaobilazi mokraćna bešika, kao što je patuljasti urahus ili uro-rektalna komunikacija, ili ako se hirurškom intervencijom ne obezbedi alternativna komunikaciju između bešike i amniotske vrećice. Ove promene nisu kompatibilne sa bubrežnim razvojem.
Klinički, nemogućnost eliminacije mokraće iz tela fetusa rezultuje smanjenom količinom amniotske tečnosti koja za posledicu ima poremećaj u razvoju pluća i smrt fetusa.

## Anatomija uretre
Ureter ili mokraćna cev (lat. urethra) je elastična cev koja spaja mokraćnu bešiku sa spoljnim svetom i ima funkciju kod oba pola u eliminaciji mokraće (urina), a kod muških jedinki i odvođenja sperme iz semenih kesica.
Ženska uretra
Kod žena, mokraćna cev je duga oko 3-5 cm i završava u vulvi između klitorisa i otvora vagine. Zbog te kratkoće mokraćne cevi, ženske jedinke su podložnije urinarnim infekcijama mograćne bešike nego muške.
Muška uretra
Kod muškaraca, mokraćna cev je duga oko 20 cm i završava na vrhu penisa. Unutrašnjost mokraćne cevi posjeduje spiralne nabore (kao kod cevi pištolja), koji omogućavaju brži protok urina i spreme.

## Epidemiologija
Uretalna atrezija jedna je od retkih urođenih abnormalnosti koja se najčešće nalazi udružena sa drugim genitourinarnim anomalijama ali se može javiti i kao izolovana anomalija. U literaturi
ureretra atrezija nije uvek jasno definisana, i često je teško razlikovati atreziju uretre od
zadnje uretralne valvule.
Prevalenca bolersti nije poznata, ali je veća kod muškaraca nego žene.

## Etiologija
Atrezija uretre je retka kongenitalna malformacija u kojoj se uretra završava slepo. Kao rezultat nemogućnosti da se mokraća eliminiše iz tela ploda dolazi do oligohidramnioze ili anhidramnioze, što za posledicu ima popremećaj u razvoj pluća i uzrokuje osobine Poterove sekvence.
Kongenitalna opstrukcija urinarnog trakta u kritičnom vremenu u organogenezi ima dubok i doživotan uticaj na funkciju bubrega, uretere i bešike. U retkim slučajevima postoji neuobičajeno otvaranje između bešike i rektuma koje može omogućiti da se mokraća ovim alternativnim putevima izluči iz organizma.
Nije poznato šta uzrokuje ove malformacije iako je anomalija češća kod fetusa dijabetičkih majki. Atrezija uretre može se javiti u kombinaciji sa sindromom akutnog trbuha.
Vremensko trajanje i ozbiljnost obstrukcije donjeg urinarnog trakta utiče na razvojne abnormalnosti bubrega sa pratećom plućnom hipoplazijom i pojavu ntrauterine smrti fetusa.

## Klinička slika
Kliničkom slikom dominiraju sledeći zanci bolesti:
- Nedovoljno razvijena pluća (plućna hipoplazija)
- Smanjena količina amniotske tečnosti
- Uvećani bubrezi
- Prošireni abdomen
- Dilatirani organi urinarnog trakta
- Poterove sekvence — uključujući široko postavljene oči, nepravilan nos i brada i velike, nisko postavljene uši sa manjkom hrskavica.
- Fetalna smrt

Kod pojedinih pacijenata mogu biti prisutni patentni urahus ili vezikokutana fistula.

## Dijagnoza
Dijagnoza je obično antenatalna.  Postnatalna dijagnoza se zasniva na ultrazvuku i pokušaju uretralne kateterizacije.
Rutinskom antenatalnom ultrasonografijom može se dijagnostikovati ne samo opstrukcija izazvana atrezijom uretere, već i njna težina i druge sa njom povezane urođene anomalija urogenitalnog trakta.

## Diferencijalna dijagnoza
Diferencijalna dijagnoze uključuju sledeće uzroke:
- megaciste,
- posteriorni uretralni ventil i
- sindrom deformacije trbušnog zuda u vidu suve šljive (prune belly syndrome).[27]

## Terapija
Terapija podrazumeva hiruršku urinarnu dekompresiju sa veziko-amniotskim šantom.
Veliki problem u terapiji je pitanje da li se dijagnoza može postaviti dovoljno rano, pre nego što atrezija utere ne dovede do tipične Poterove sekvence izazvane displazije bubrega?

## Prognoza
Ova malformacija uretre obično dovodi do smrti fetusa bez hirurške intervencije. Prenatalna dekompresija omogućava preživljavanje i može dovesti do normalnog rada bešike i bubrega. Međutim, očekuje se komplikovan klinički tok koji zahteva obimnu rekonstrukciju mokraćovoda.

## Spoljašnje veze
- Atresia of urethra The portal for rare diseases and orphan drugs (језик: енглески)
- MalaCards integrated aliases for Atresia of Urethra (језик: енглески)
- Urethral atresia Also found in: Dictionary, Thesaurus, Encyclopedia. (језик: енглески)

|  | Molimo Vas, obratite pažnju na važno upozorenje u vezi sa temama iz oblasti medicine (zdravlja). |